# USS LST-966
O USS LST-966 foi um navio de guerra norte-americano da classe LST que operou durante a Segunda Guerra Mundial.